# شتيفان سينيسكي
شتيفان سينيسكي (بالسلوفاكية: Štefan Senecký)‏ هو لاعب كرة قدم سلوفاكي في مركز حراسة المرمى، ولد في 6 يناير 1980 في نيترا في سلوفاكيا. شارك مع منتخب سلوفاكيا لكرة القدم. أما مع النوادي، فقد لعب مع أنقرة غوجو وسلافيا براغ وسيفاسبور وعثمانلي سبور ونادي روجومبيروك ونادي سيريد ونادي نيترا.

## وصلات خارجية
- شتيفان سينيسكي على موقع الاتحاد الدولي (مؤرشف)  (الإنجليزية)
- شتيفان سينيسكي على موقع اتحاد تركيا (لاعب) (الإنجليزية)
- شتيفان سينيسكي على موقع قاعدة بيانات كرة القدم.إي يو (الإنجليزية)
- شتيفان سينيسكي على موقع ناشيونال فوتبول تيمز (الإنجليزية)
- شتيفان سينيسكي على موقع Soccerway.com (الإنجليزية)
- شتيفان سينيسكي على موقع عالم كرة القدم.نت (الإنجليزية)